# 카롤리나 에레라
카롤리나 에레라(Carolina Herrera, 1981년 9월 3일 ~ )는 베네수엘라의 패션 디자이너이다.